# Hristo Botev

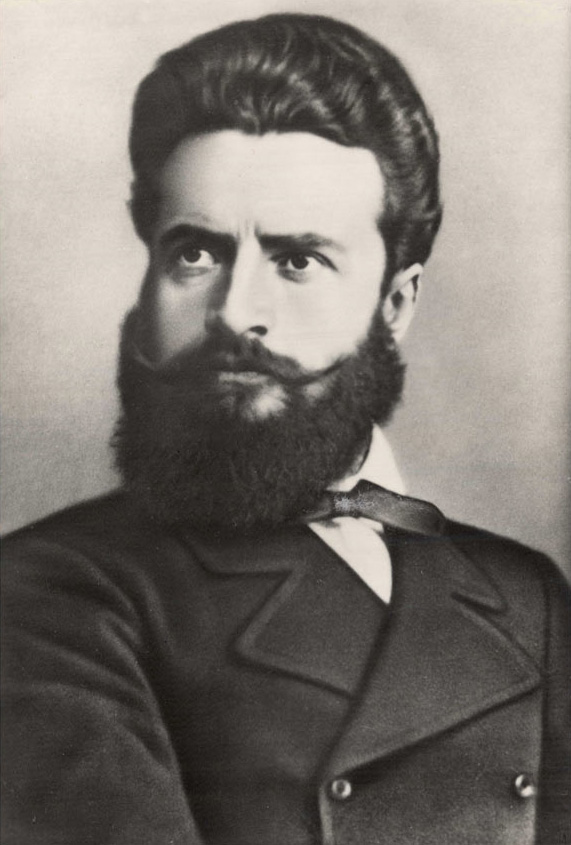
Foto rappresentante Hristo Botev.

Hristo Botev (Христо Ботев), nato come Hristo Botyov Petkov (Христо Ботьов Петков), (Kalofer, 6 gennaio 1848 – Balcano di Vraca, 1º giugno 1876) è stato un poeta e giornalista bulgaro, noto anche come rivoluzionario ed eroe nazionale.

## Biografia

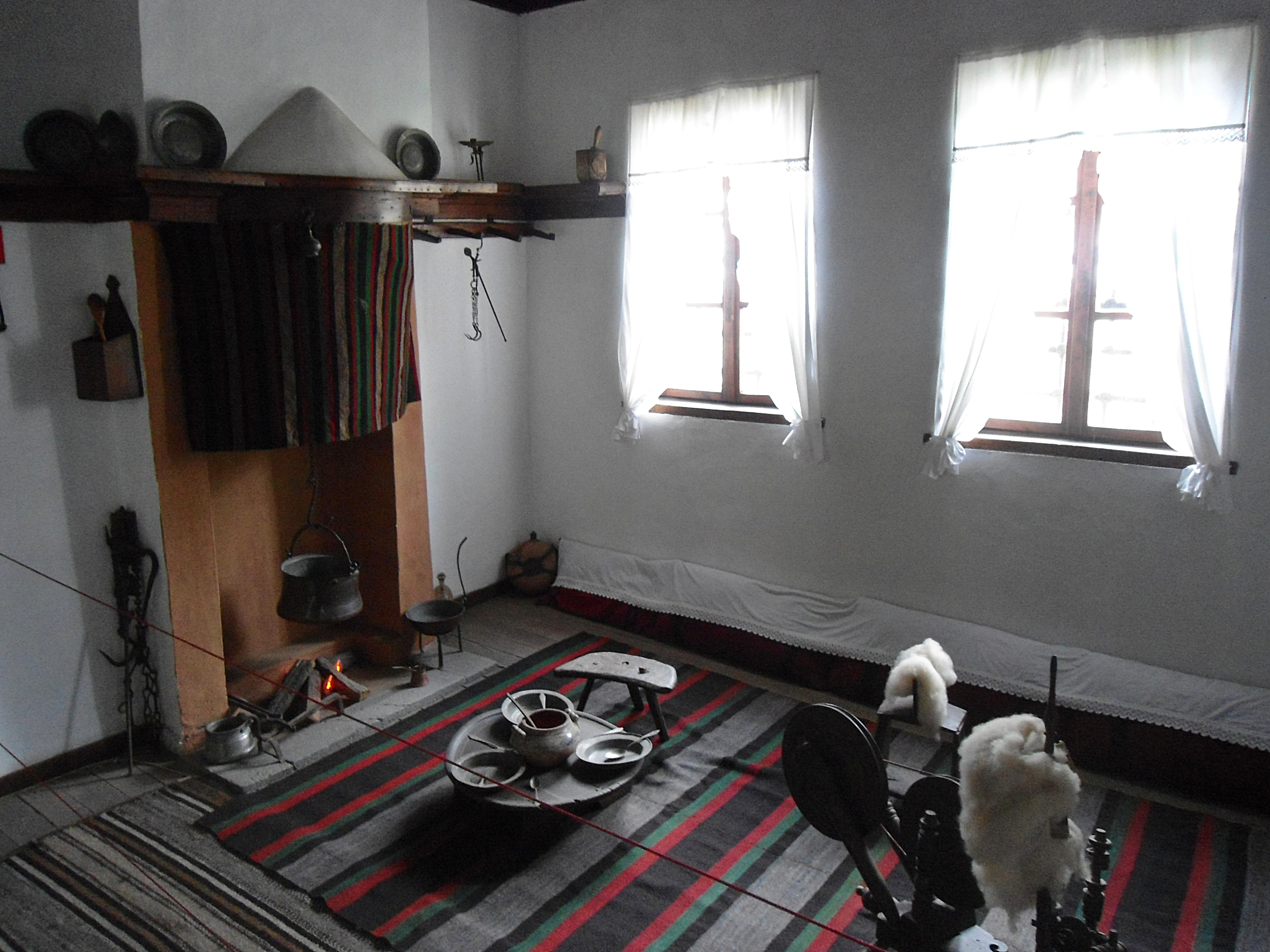
La casa di nascita di Hristo Botev

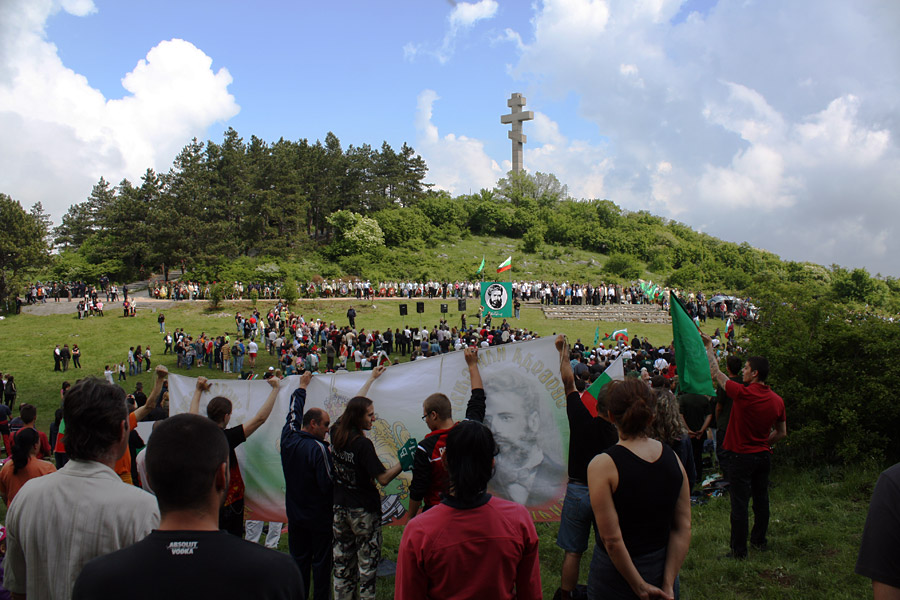
Celebrazione dell'anniversario della morte di Hristo Botev

Figlio del maestro Botjjo Petkov, seguì dapprima un corso di studio nella sua città natale assieme al padre, prima di trasferirsi ad Odessa per frequentare le scuole secondarie. Durante la sua permanenza ad Odessa, dimostrò entusiasmo per i lavori dei poeti liberali russi contemporanei.
Dopo una breve soggiorno in Bessarabia, Botev rientrò nel 1867 a Kalofer dove prese il posto del padre nel ruolo di insegnante.
Nella sua città partecipò a varie manifestazioni di protesta nei confronti dell'autorità ottomana al punto da venir scacciato ed essere costretto ad un esilio in Romania.
Dal 1869 al 1871 Botev ricominciò ad insegnare in Bessarabia, pur conservando contatti con i movimenti rivoluzionari bulgari.
Nel giugno dello stesso anno assunse il ruolo di editore del giornale rivoluzionario "Voce degli emigranti bulgari" (Duma na bulgarskite emigranti), dove pubblicò le sue prime liriche.
Dopo un paio di mesi di prigione ricominciò a lavorare con la rivista "Libertà" (Svoboda) e nel 1873 collaborò con il foglio satirico "Alarm clock" (Budilnik), nel quale pubblicò una serie di feuilleton a sfondo politico.
In seguito alla morte del leader del Comitato centrale rivoluzionario bulgaro (BCRC), Botev si aggregò alla corrente interventista ed attivista, intenzionata a programmare una ribellione sul territorio bulgaro. Botev, una volta nominato leader de BCRC organizzò una strategia basata sulla guerriglia e su azioni dimostrative, come quella effettuata nella primavera del 1876, concretizzata nel sequestro del battello Radetzky, in servizio sul fiume Danubio. Questa azione suscitò una forte reazione militare dell'esercito turco e durante un feroce combattimento, Botev venne ucciso nelle montagne circostanti Vraca.

## Opere
Gli scritti di Botev evidenziarono una notevole originalità, pur ispirandosi parzialmente ai modelli di pensiero dei rivoluzionari anarchici russi, quali Belinskij e Bakunin. La concezione principale delle opere pubbliciste di Botev fu quella della necessaria rivoluzione massimalista sorretta dalle armi, per consentire alla Bulgaria una rinascita ed una indipendenza.
L'attività poetica di Botev si racchiuse in ventidue composizioni, che però vengono considerate uno dei punti di inizio della lirica bulgara moderna.
Le tematiche fondamentali restarono le istanze sociali, i sentimenti degli esiliati bulgari, episodi di vita autobiografica dell'autore, come nel caso di Proshtàvane v 1868 g. ("Addio nel 1868"). In Hadzhì Dimìtar il protagonista è un ribelle destinato ad una tragica fine, mentre in Borbà ("Lotta") gli ideali sociali si amalgamarono con quelli rivoluzionari.
Poemi:
| Titolo originale            | Translitterazione             | Traduzione                       | Anno pubblicazione |
| --------------------------- | ----------------------------- | -------------------------------- | ------------------ |
| Майце си                    | Maytze si                     | A mia madre                      | 1867               |
| Към брата си                | Kam brata si                  | A mio fratello                   | 1868               |
| Елегия                      | Elegia                        | Elegia                           | 1870               |
| Делба                       | Delba                         | Divisione                        | 1870               |
| До моето първо либе         | Do moeto parvo libe           | Al mio primo amore               | 1871               |
| На прощаване в 1868 г.      | Na proshtavane v 1868         | Addio nel 1868                   | 1871               |
| Хайдути                     | Hayduti                       | Hajduks                          | 1871               |
| Пристанала                  | Pristanala                    | Fuggì                            | 1871               |
| Борба                       | Borba                         | Lotta                            | 1871               |
| Странник                    | Strannik                      | Straniero                        | 1872               |
| Гергьовден                  | Gergyovden                    | Il giorno di San Giorgio         | 1873               |
| Патриот                     | Patriot                       | Patriota                         | 1873               |
| Защо не съм...?             | Zashto ne sam...?             | Perché io non sono ...?          | 1873               |
| Послание (на св. Търновски) | Poslanie (na sveti Tarnovski) | Epistola (al Vescovo di Tarnovo) | 1873               |
| Хаджи Димитър               | Hadzhi Dimitar                | Hadzhi Dimitar                   | 1873               |
| В механата                  | V mehanata                    | Nella taverna                    | 1873               |
| Моята молитва               | Moyata molitva                | La mia preghiera                 | 1873               |
| Зададе се облак темен       | Zadade se oblak temen         | Sta arrivando una nuvola scura   | 1873               |
| Ней                         | Ney                           | A lei                            | 1875               |
| Обесването на Васил Левски  | Obesvaneto na Vasil Levski    | L'impiccagione di Vasil Levski   | 1876               |